# Glockengießerei Cornille-Havard

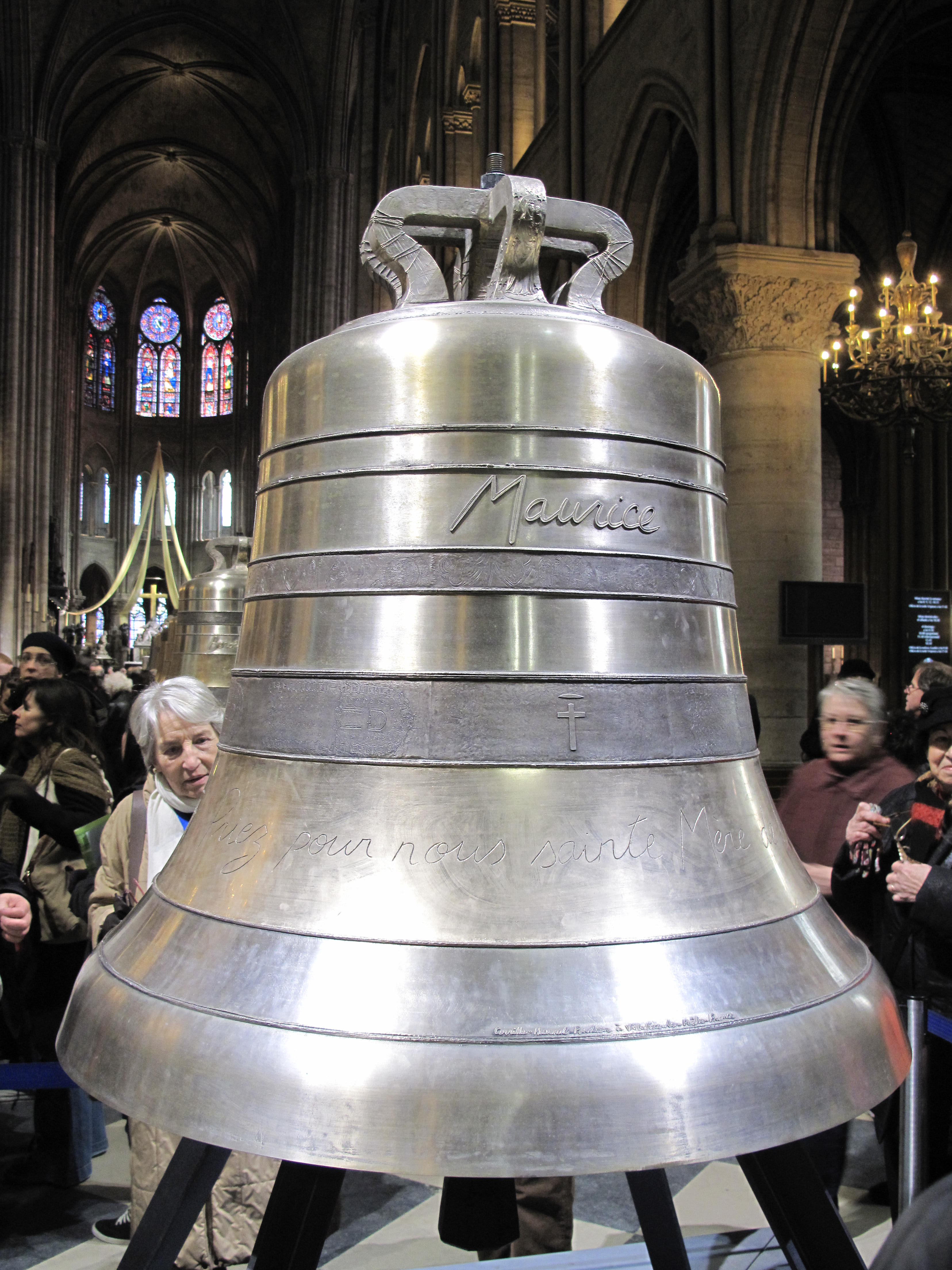
Die Glocke Maurice (gis^{1})
für Notre Dame in Paris (Guss 2012)

Die Glockengießerei Cornille-Havard befindet sich in Villedieu-les-Poêles im Département Manche (Frankreich). Das Unternehmen wurde 1865 von Adolphe Havard gegründet.
Im Jahre 2012 wurden acht neue Glocken für Notre-Dame de Paris gegossen, am 31. Januar 2013 geliefert und im Nordturm aufgehängt. Die größte namens Gabriel wiegt rund 4,2 Tonnen mit dem Nominal ais0. Die anderen 7 sind: Anne-Geneviève (3,5 t), Denis (2,5 t), Marcel (1,9 t), Étienne (1,5 t), Benedict Joseph (1,3 t), Maurice (1 t) und Jean-Marie (782 kg).

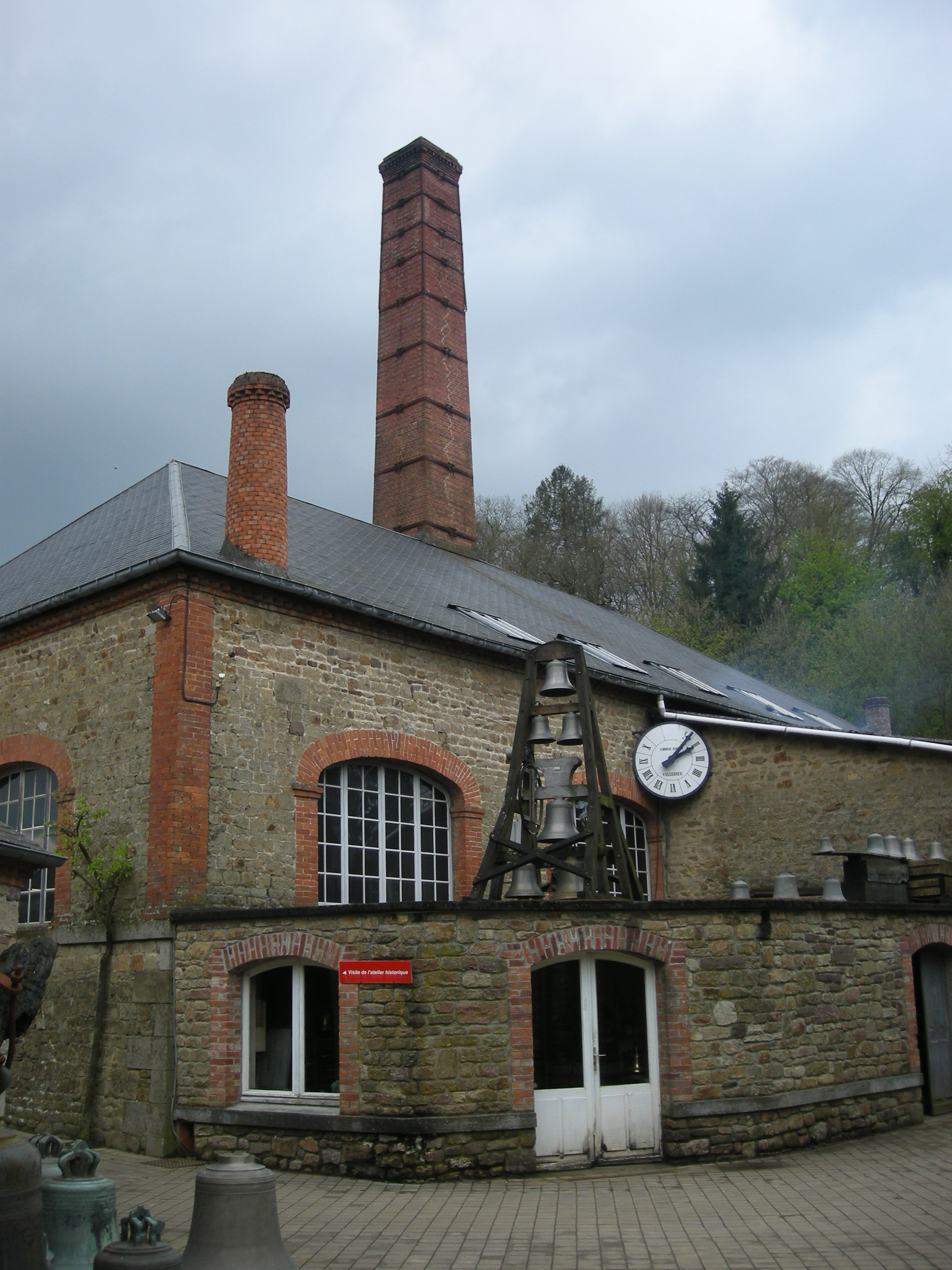
Fabrikgebäude
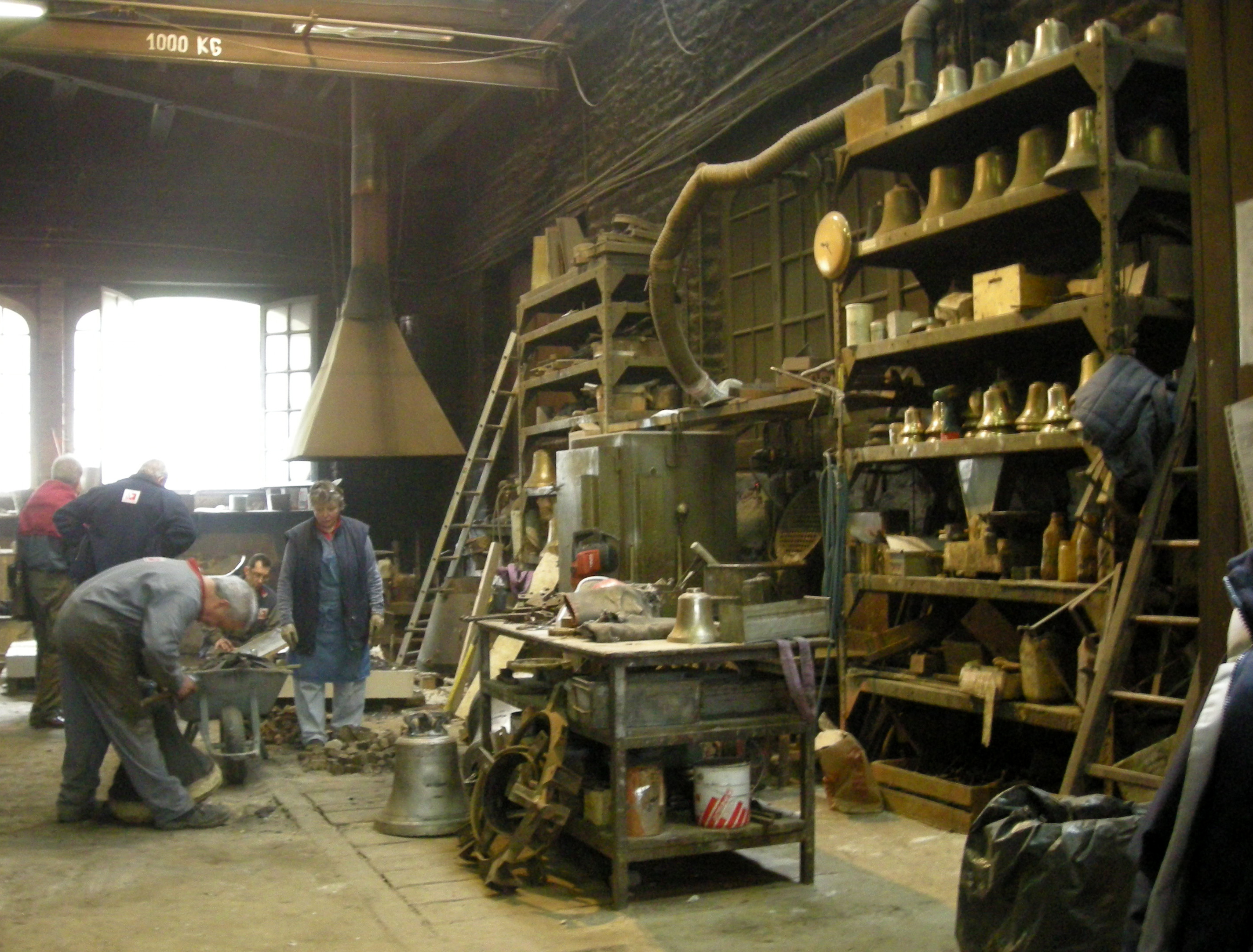
Fabrikgebäude (Innenansicht)
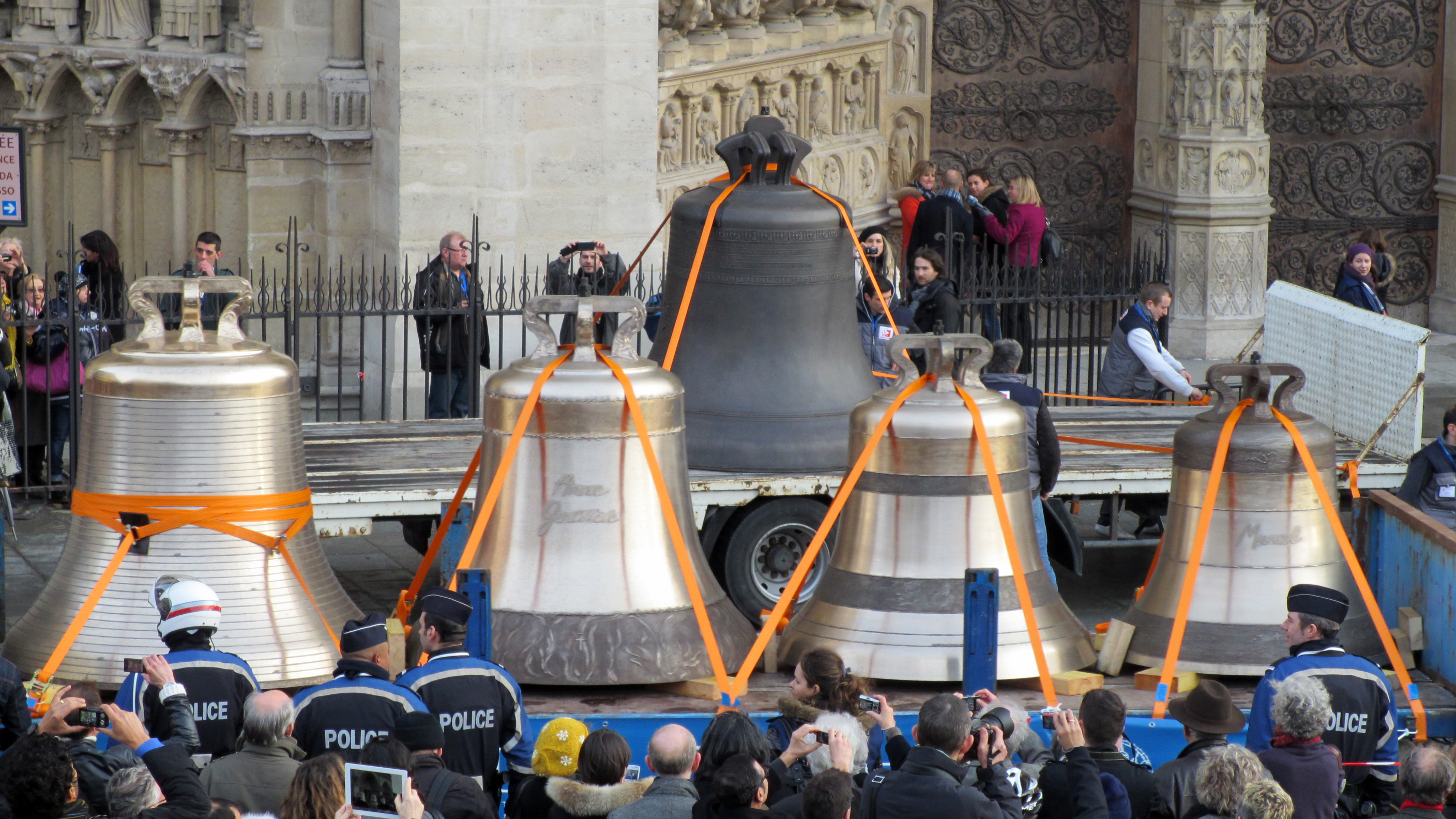
Vier der neuen Glocken für Notre Dame (31. Januar 2013)
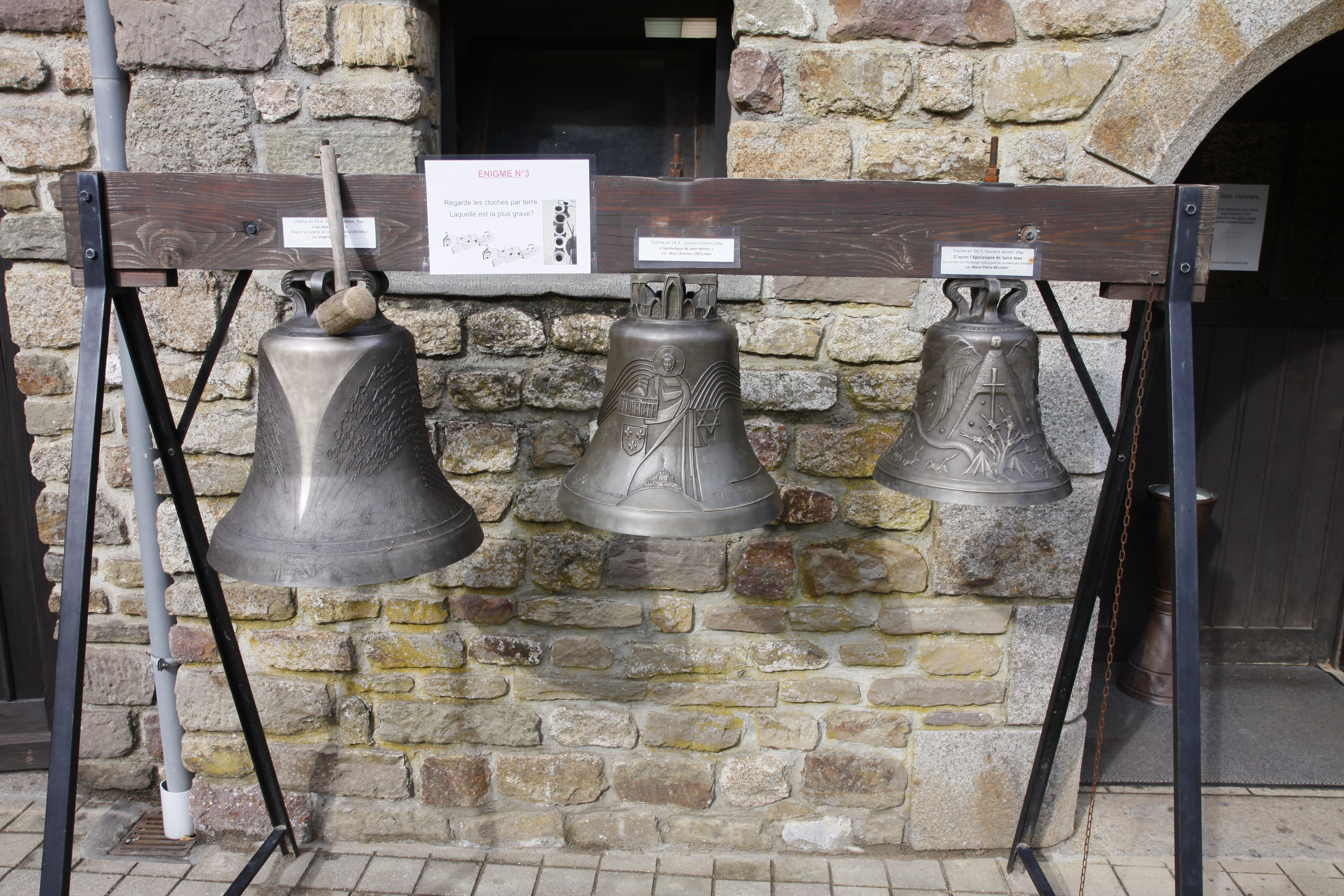
Glockenspiel im Hof der Glockengießerei
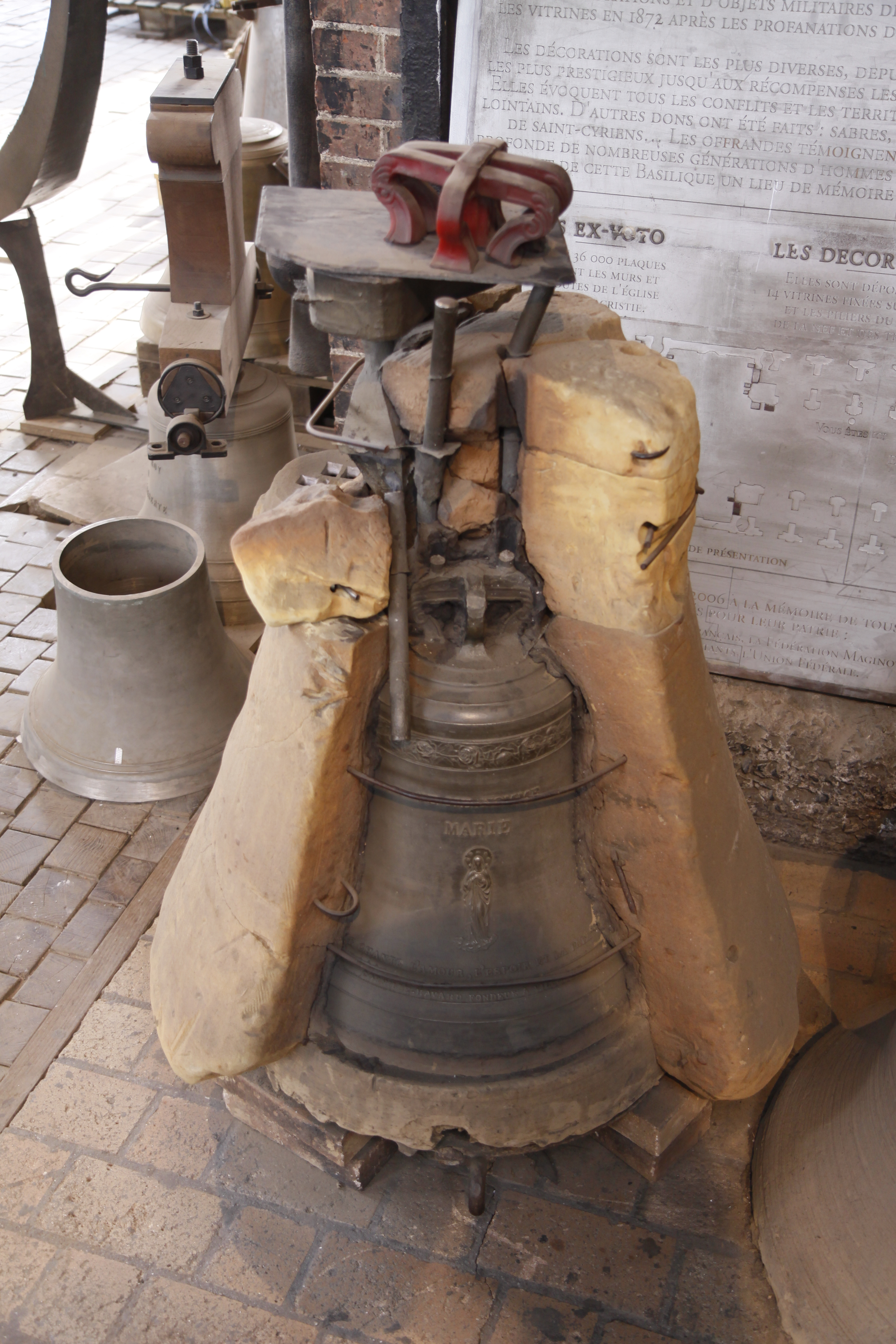
Ein Fehlguss der bei der Glockengießerei Cornille-Havard in Villedieu-les-Poêles (Frankreich) als Demonstrationsobjekt für eine Gussform dient
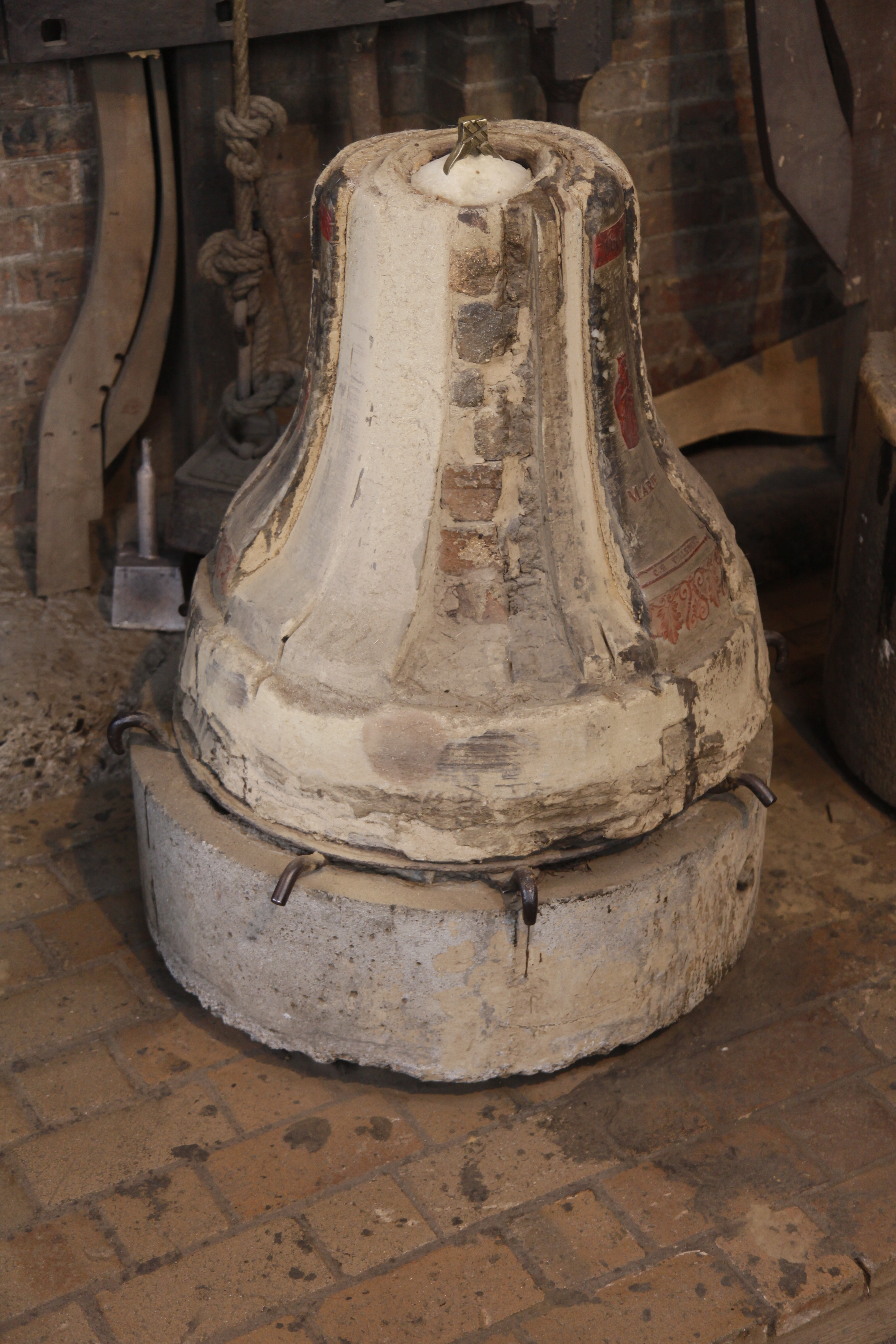
Ein weiterer Fehlguss als Demonstrationsobjekt für eine Gussform
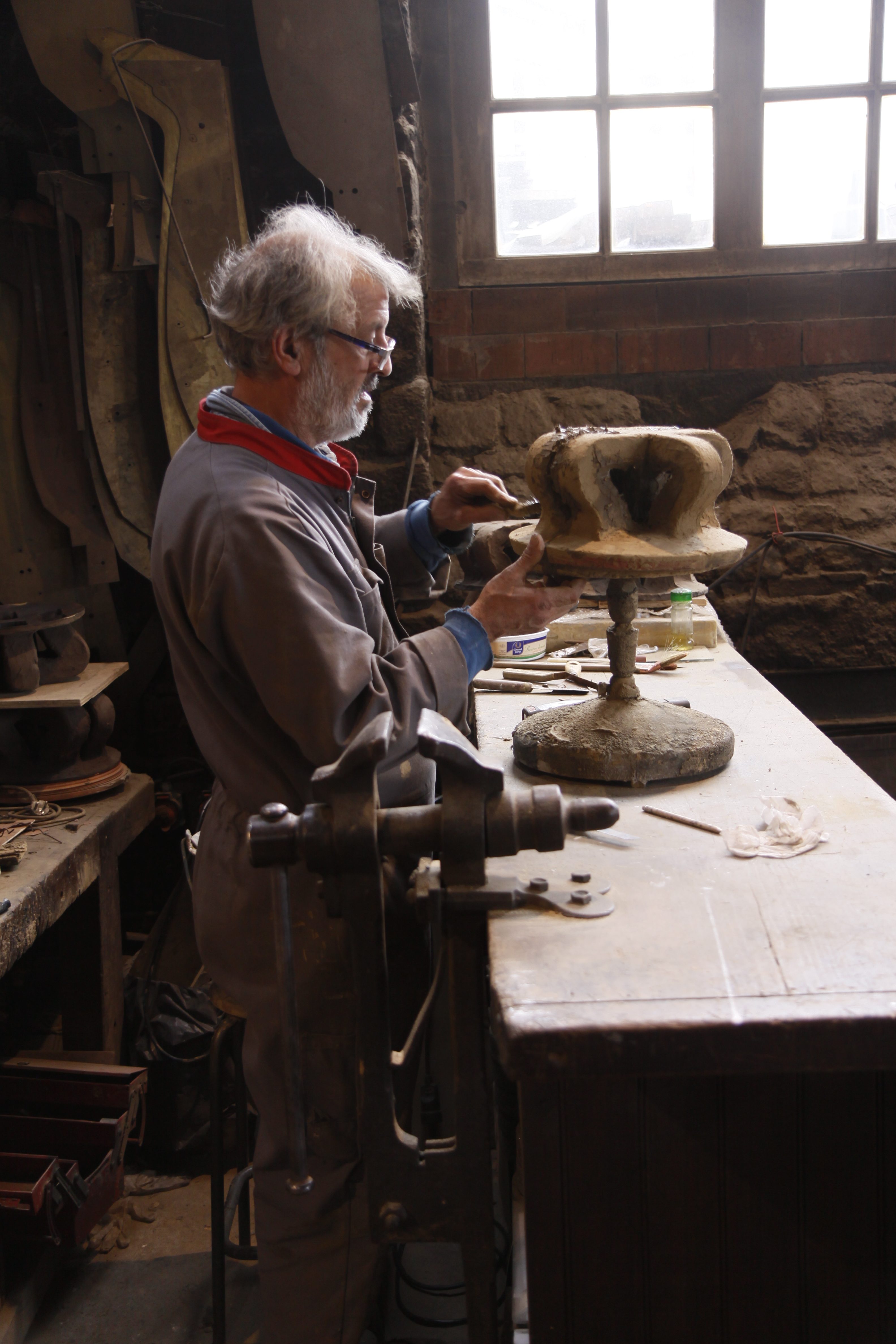
Die Formen für die Glockenaufhängungen werden separat zur Glockenform gefertigt und auf die falsche Glocke ausgesetzt

Alle drei Glocken im Vierungsturm von  Notre-Dame wurden am 15. April 2019 durch den Brand von Notre-Dame de Paris zerstört. In der Folge wurden drei neue Glocken durch die Glockengießerei Cornille-Havard gegossen. Eine davon wurde während der Olympischen Spiele in Paris 2023 im Stade de France geläutet.  Die 8 Glocken im Nordturm von Notre-Dame wurden beim Brand 2019 beschädigt und durch die Glockengießerei repariert. Der Klang der acht Glocken des Nordturms erscholl am 7. November 2024 erstmals wieder, rund einen Monat vor der geplanten Wiedereröffnung der Kathedrale.
Während eines Glockengusses im Juli 2009 war die Gussform für eine Glocke geplatzt. Eine Person wurde schwer, 25 weitere leicht verletzt. Bei dem Unglück wurde geschmolzene Bronze herausgeschleudert. Die Glocke mit einem Gewicht von 6,3 t war für eine Kirche in Mülhausen gedacht und sollte die bisher größte der Betriebsgeschichte werden.
In der Glockengießerei Cornille-Havard wurden 2022 auch die Glocken für die Kirche unserer Lieben Frau (Mossul) gegossen.